# Красноголовая плоская черепаха
Красноголовая плоская черепаха (лат. Platemys platycephala) — вид черепах семейства Змеиношеие черепахи (Chelidae). Единственный вид рода плоские черепахи (Platemys Wagner 1830), к которому ранее относили также некоторые другие виды семейства.
Длина тела 14—17 см. Ведёт полуводный образ жизни.
Распространена в северной части Южной Америки: на территории Венесуэлы, Гайаны, Французской Гвины, Суринама, а также в бассейне Амазонки (Бразилия, Боливия, Эквадор, Колумбия, Перу). Обычный вид.